# Collagna
Collagna (Culâgna in dialetto reggiano) è un municipio di 942 abitanti del comune di Ventasso, nella provincia di Reggio Emilia in Emilia-Romagna.

Fino al 31 dicembre 2015 ha costituito un comune autonomo, che confinava con i comuni di Busana, Comano (MS), Fivizzano (MS), Ligonchio, Ramiseto e Sillano Giuncugnano (LU).

Territorio dell'ex comune di Collagna nella provincia di Reggio Emilia

## Geografia fisica
Il municipio è situato nell'Appennino reggiano nell'alta valle della Secchia, a 65 km a sud di Reggio Emilia. Confina a sud con i comuni toscani di Fivizzano, Comano e Sillano Giuncugnano. I municipi confinanti sono Busana a nord, Ligonchio a est e Ramiseto a ovest.
Collagna fa parte della Comunità montana dell'Appennino Reggiano e parte del suo territorio è compreso nel Parco nazionale dell'Appennino Tosco-Emiliano.

## Storia
Collagna viene menzionata per la prima volta in un documento del 1153. Nel 1237 i suoi abitanti, assieme a quelli di altri borghi vicini, fecero atto di sottomissione al Comune di Reggio. Durante il dominio dei Vallisneri, Collagna fu soggetta alla podesteria di Valbona. Nel XVI secolo fu feudo della famiglia ferrarese dei Brusantini, il cui componente più noto, Paolo, governatore di Sassuolo e capitano delle guardie ducali, verrà immortalato da Alessandro Tassoni nella sua celebre opera La secchia rapita come il Conte di Culagna. In seguito Collagna fu infeudata alla famiglia Vigarani-Toschi e, nel 1788, vi risiedevano 341 persone. Dopo la restaurazione fu aggregata a Busana e solo con l'Unità d'Italia tornò ad essere sede di comune. Nel 1872 il nome Culagna venne cambiato per regio decreto in Collagna. Il 7 settembre 1920 venne duramente colpita da un violento terremoto che causò la distruzione ed il danneggiamento di molti edifici. Una volta terminata la seconda guerra mondiale, molti collagnesi, data le poche opportunità economiche che il territorio offriva, emigrarono verso Reggio e la pianura, determinando in pochi decenni un forte calo di popolazione. Ma, se da un lato venivano quasi del tutto abbandonati mestieri, come la pastorizia, che da sempre avevano caratterizzato la vita economica del paese, dall'altro nascevano nuove attività, legate soprattutto al turismo di massa, è degli anni sessanta infatti l'inaugurazione della località sciistica di Cerreto Laghi.
Il referendum del 31 maggio 2015 sancisce la fusione di Ramiseto con i comuni limitrofi di Busana, Ramiseto e Ligonchio. I cittadini hanno anche scelto la denominazione del nuovo comune: Ventasso.

### Simboli
Lo stemma di Collagna era stato concesso con decreto del presidente della Repubblica del 6 agosto 1988.
Nello stemma era riprodotto il blasone della famiglia Vallisneri (d'oro, alla fascia di rosso, caricata di un levriere passante d'argento, collarinato del campo, ed accompagnata in capo da un'aquila coronata di nero), ma per differenziarsi dall'arma degli antichi feudatari, il Comune sostituì il levriere passante con un cane fermo e venne tolta la corona all'antica che coronava l'aquila. I due cavalli, ricordano la Valle dei Cavalieri, il vasto territorio montano che si trova tra le province di Parma e Reggio Emilia, ma in stemmi più antichi erano raffigurati un agnello e una pecora, chiaro riferimento al Collis Agnus ("Colle dell'agnello”) dal quale potrebbe derivare il toponimo Collagna.

## Monumenti e luoghi d'interesse

### Architetture religiose
- Chiesa parrocchiale di San Bartolomeo a Collagna, ricostruita dopo il sisma del 1920.
- Chiesa parrocchiale di San Giovanni Battista, nella frazione di Cerreto Alpi, citata fin dalla metà del XII secolo.
- Chiesa parrocchiale di San Pietro, nella frazione di Vallisnera, ricostruita in stile-neoromanico dopo il terremoto del 1920.
- Chiesa parrocchiale di San Rocco, nella frazione di Acquabona, demolita negli anni cinquanta e ricostruita con un particolare insieme di stili architettonici.
- Chiesa parrocchiale di San Prospero nella frazione di Valbona.

### Architetture civili
Sebbene il terremoto del 1920 abbia di fatto spazzato via buona parte del patrimonio artistico locale, è possibile rinvenire tracce della Collagna medioevale nei vicoli e nelle strade poste a valle del vecchio tracciato della Strada statale 63, che ancora oggi attraversa il paese.
Di particolare interesse è la corte dei Pallai costruita dalla famiglia fiorentina dei Caneri, fuggiti dalla città gigliata dopo il fallito attentato a Lorenzo de' Medici. La chiesa parrocchiale, dedicata a San Bartolomeo, ricostruita dopo il 1920 rimane una delle più suggestive dell'alto Appennino reggiano. Incamminandosi tra i vicoli del centro si possono anche scorgere piazzette, fontane, portali in arenaria e finestre.

## Società

### Evoluzione demografica
Abitanti censiti

### Etnie e minoranze straniere
Al 31 dicembre 2010 gli stranieri residenti a Collagna sono 50, pari al 5,08% della popolazione municipale. Le nazionalità più numerose sono:
- Romania: 14
- Macedonia del Nord: 8
- Moldavia: 7
- Ucraina: 6

## Cultura

### Eventi
- Fiera Tradizionale di Merci e Bestiame la prima domenica di giugno.
- Fiera d'Agosto la seconda domenica d'agosto.
- Sagra di San Bartolomeo il 24 agosto.

## Geografia antropica

### Frazioni

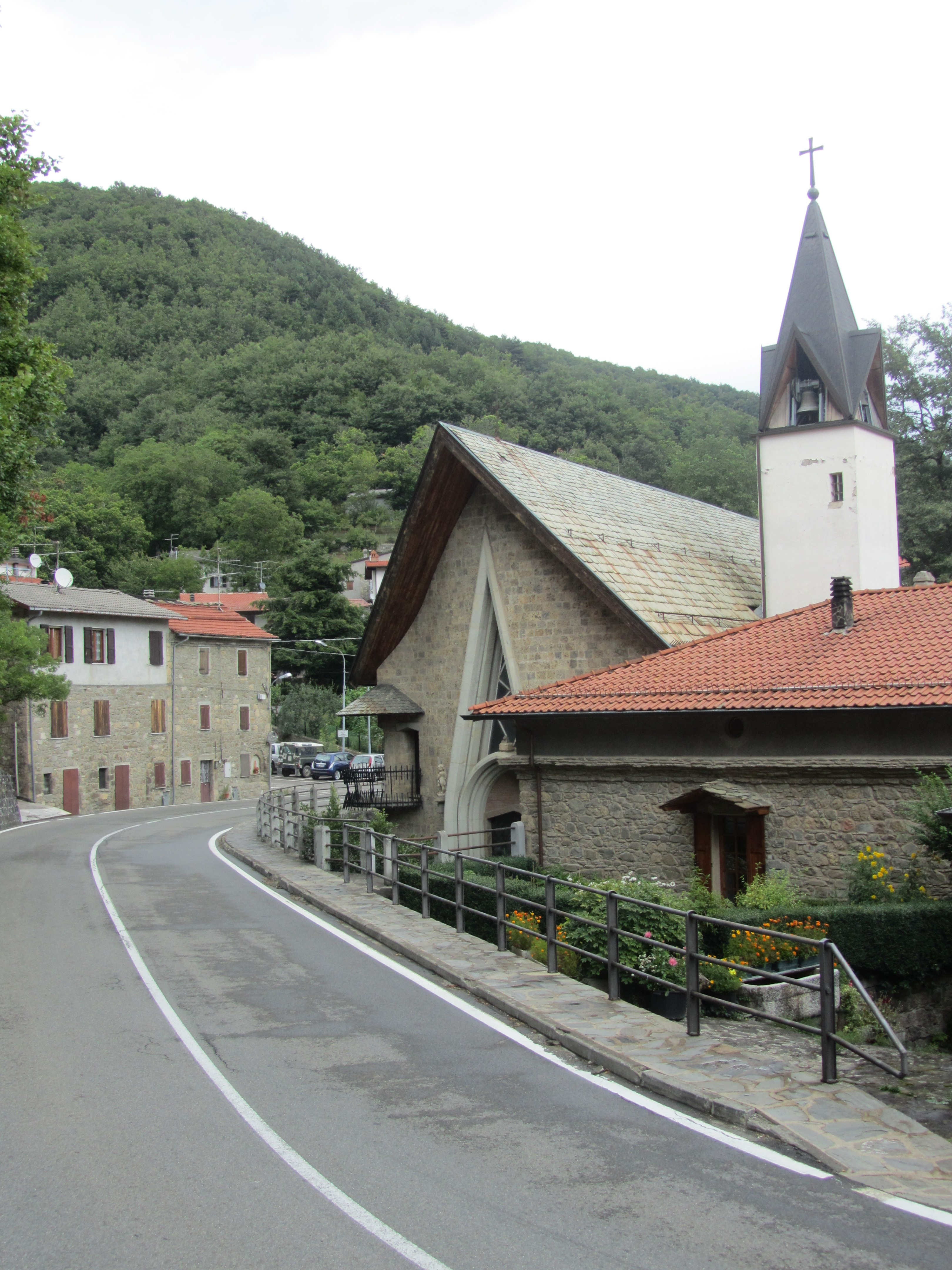
La chiesa di San Rocco ad Acquabona

Il territorio municipale è composto dalle frazioni di Acquabona, Cerreto Alpi, Cerreto Laghi, Valbona e Vallisnera per un totale di 67 chilometri quadrati.
- Acquabona (Aquabòna nel dialetto locale) è posta a nord di Collagna, al confine con Busana, è una piccola frazione formata da vecchie case addossate l'una all'altra. Particolare è la chiesa, dedicata a san Rocco, che, venne ricostruita dopo il secondo conflitto mondiale con uno stile architettonico moderno, ma molto caratteristico. Acquabona, posta lungo la SS63, si affaccia sulla valle di un torrentello le cui acque, ancora oggi note per la loro freschezza, hanno dato il nome alla frazione. Molto famosa è la "fonte dell'amore".
- Cerreto Alpi è il secondo centro abitato del municipio per grandezza. Posto lungo il canale Cerretano, Cerreto Alpi vanta un notevole patrimonio storico, artistico e culturale.
- La Gabellina (La Gablèina in dialetto reggiano e La Gablìna nel dialetto locale) è una frazione posta a 6 km ad ovest di Collagna, verso il Passo del Cerreto. Deve il suo nome alla gabella che venne posta qui tra il 1830 ed il 1844, anno in cui il Granducato di Toscana, che si trovava al di là del passo, cedette al Ducato di Modena e Reggio parte della Lunigiana. Nella casa lasciata vuota dai doganieri venne in seguito aperto un albergo, gestito per un certo periodo dal padre di Cesare Zavattini ora ostello riaperto il 18 dicembre 2011.
- Ponte del Barone un gruppo di case poste a strapiombo sulla Secchia a 5 km ad ovest di Collagna sulla SS63. La borgata deve il suo nome all'alto ponte che, a ponente dell'abitato, con un'ardita arcata scavalca la Secchia.
- Valbona è posta sulle pendici del monte Casarola, presso il passo della Scalucchia. La sua vita economica è ancora legata alla pastorizia e all'allevamento.
- Vallisnera è situata nella valle del rio di Collagna, sulle pendici del monte Ventasso. Vanta un passato illustre, in quanto fu sede dei conti Vallisneri, una delle più importanti famiglie nobliari dell'Appennino reggiano. Nel 1207 venne emanato uno statuto, detto appunto di Vallisnera, che regolava la vita sociale all'interno del territorio dei Vallisneri.

## Infrastrutture e trasporti

### Strade
Il territorio municipale è attraversato dalla SS 63 del Passo del Cerreto, oggi dotata di un'apposita variante in corrispondenza dell'abitato di Collagna. La statale, oltre a collegare Reggio al Passo del Cerreto e ad Aulla, unisce al capoluogo municipale le frazioni di Acquabona, Cerreto Alpi, Ponte del Barone e Gabellina. Collagna è collegata a Ligonchio dalla SP 91 che, attraversando la frazione ligonchiese di Vaglie, collega i due paesi.
Una rete capillare di strade comunali raggiunge Vallisnera e Valbona.
Il municipio non è raggiungibile direttamente tramite autostrada; il casello più vicino è quello di Aulla sull'Autostrada A15.

## Amministrazione
Di seguito è presentata una tabella relativa alle amministrazioni che si sono succedute nell'ex comune.
| Periodo        | Periodo          | Primo cittadino  | Partito                            | Carica  | Note   |
| -------------- | ---------------- | ---------------- | ---------------------------------- | ------- | ------ |
| 12 luglio 1988 | 7 giugno 1993    | Vittorio Ruffini | -                                  | Sindaco | [ 11 ] |
| 7 giugno 1993  | 14 maggio 2001   | Claudio Fiori    | PSI, lista civica                  | Sindaco | [ 11 ] |
| 14 maggio 2001 | 16 maggio 2011   | Ugo Caccialupi   | lista civica                       | Sindaco | [ 11 ] |
| 16 maggio 2011 | 31 dicembre 2015 | Paolo Bargiacchi | lista civica: Insieme per Collagna | Sindaco | [ 11 ] |